# آلفرد موریس د زایاس
آلفرد موریس د زایاس (انگلیسی: Alfred-Maurice de Zayas؛ زادهٔ ۳۱ مهٔ ۱۹۴۷) وکیل، مورخ، حقوقدان، و مترجم اهل ایالات متحده آمریکا است. وی متخصص برجسته در زمینه حقوق بشر و حقوق بین‌الملل و مقام عالی‌رتبه بازنشسته سازمان ملل متحد است.
از سال ۲۰۱۲ او به عنوان کارشناس مستقل سازمان ملل متحد در زمینه ارتقاء یک نظم بین‌المللی دموکراتیک و عادلانه (منصوب شده توسط شورای حقوق بشر سازمان ملل متحد) است.
وی همچنین برندهٔ جوایزی همچون برنامه فولبرایت شده‌است.

## زندگی‌نامه
دٍ زایاس متولد ۳۱ مه ۱۹۴۷، در هاوانا، پایتخت کوباست. وی، در کودکی به همراه خانواده به ایالات متحده آمریکا مهاجرت کرد و در شیکاگو، ایلینوی بزرگ شد. او دکترای تخصّصی حقوق خود را از مدرسه حقوق هاروارد و دکترای تاریخ دوره مدرن را از دانشگاه گئورگ آگوست گوتینگن آلمان گرفت.
وی از سال ۱۹۷۰–۱۹۷۴ در نیویورک و فلوریدا کار وکالت می‌کرد و به ویژه متخصص در شرکت‌های بزرگ بود. او همچنین یکی از همکاران برنامه فولبرایت در دانشگاه توبینگن در آلمان بود و همچنین همکار پژوهشی مؤسسه ماکس پلانک برای مقایسه حقوق عمومی و حقوق بین‌الملل در هایدلبرگ آلمان بود. در سال‌های ۱۹۷۸ تا ۱۹۸۰، او در کمیسیون کتاب‌های درسی آلمانی و آمریکایی در مؤسسه جرج اکرت در برانشویگ مشارکت داشت و در سال ۱۹۸۰ یک مقاله طولانی دربارهٔ موضوع تعصب و کلیشه‌ها در کتاب‌های درسی «از سیاست و تاریخ معاصر»منتشر نمود.

دٍ زایاس در حال حاضر استاد حقوق بین‌الملل در مدرسه عالی دیپلماسی و روابط بین‌الملل ژنو است و پیش از این در سال‌های ۱۹۸۱ تا ۲۰۰۳ به عنوان وکیل ارشد دفتر کمیساریای عالی حقوق بشر سازمان ملل متحد، دبیر کمیته حقوق بشر، و رئیس دادخواست‌های حقوق بشر خدمت کرده‌است.

## دفاع از صلح و حقوق بشر
در بیست و هفتمین جلسه شورای حقوق بشر سازمان ملل متحد در سال ۲۰۱۴، به موجب قطعنامه A/HRC/RES/27/9 مجوز او به عنوان کارشناس مستقل سازمان ملل متحد در زمینه ارتقاء یک نظم بین‌المللی دموکراتیک و عادلانه تا سال۲۰۱۸ تمدید شد.
تخصص دٍ زایاس تمرکز روی حمایت قومی منجمله روی حمایت قضایی بود. زایاس نوشته‌ها و سخنرانی‌های گسترده‌ای دربارهٔ حقوق بشر، از جمله در زمینه دادگستری در مورد حقوق اقلیتها و عدالت‌خواهی در مورد قربانیان جنایات علیه بشریت در سطح جهانی داشته‌است. وی همچنین در زمره حقوقدانان برجسته‌ایی است و فعالیت‌ها و پژوهشهای گستره‌ای در زمینه شناساندن نسل‌کشی ارمنی‌ها، هولوکاست، بازداشتگاه گوانتانامو در ایالات متحده، پاکسازی قومی در یوگسلاوی سابق، فرار و اخراج شهروندان آلمانی‌ها (۱۹۴۵–۵۰)پس از جنگ جهانی دوم، حمله به قبرس توسط ترکیه در سال ۱۹۷۴، حقوق اقلیت‌ها در ترکیه، حق آزادی بیان و اجتماعات و حقوق بومیان و روابط تجاری ناعادلانه در دنیا انجام داده‌است.
او طرفدار «حق میهن» به عنوان حقوق جهانشمول برای ایجاد یک مجمع پارلمانی سازمان ملل متحد و یک دادگاه جهانی به منظور تحقق صلح و حقوق بشر است. وی همچنین در زمینه موضوع پناهندگان ایرانی در کمپ اشرف در عراق فعال بوده‌است.
زایاس از ابتدای بازنشستگی اش از سازمان ملل متحد در سال ۲۰۰۳، به منتقد جنگ ۲۰۰۳ عراق تبدیل شده‌است. از بازداشت نامحدود در بازداشتگاه گوانتانامو، تا زندان‌های مخفی سیا، آلودگی هسته ای، توافق‌نامه‌های تجاری و سرمایه‌گذاری‌های نامتقارن و فقر مطلق.
او یکی از شهروندان ژنو است، وی رئیس مرکز روابط بین‌الملل بخش فرانسوی سوئیس انجمن‌جهانی قلم بین سالهای ۲۰۰۶–۲۰۰۹ بود و در ماه مارس سال ۲۰۱۳ به مدت سه سال دیگر به عنوان رئیس این مرکز انتخاب شد. از سال ۱۹۹۰ تا ۲۰۰۵ او رئیس انجمن نویسندگان ملل متحد (UNSW) بود و در حال حاضر سردبیر مجله ادبی «اکس تمپور» می‌باشد
دٍ زایاس به‌طور مرتب مقالات و مقاله‌های منتشر شده در روزنامه‌ها و رسانه‌های بین‌المللی از جمله گاردین، فرانکفورتر آلگماینه سایتونگ، دی ولت، اشپیگل و بایرن کوریر و تریبون دو ژنو را تحریر می‌کند. وی در برخی برنامه‌های تلویزیونی و در میزهای پانل سی ان ان، روسیه امروز، آرتی، WDR و دیگر گروه‌ها برنامه اجرا کرده‌است. او مشاور حقوقی و تاریخی برای مستندهای تلویزیونی متعددی در ایالات متحده آمریکا، کانادا، هلند و آلمان بوده‌است، از جمله فیلم کانال دیسکاوری چنل، در مورد غرق شدن کشتی پناهنده «ویلهلم گاستلوف» و مستند راندفانک، بایر ایشر، فلاچت و وردریبونگ.

## مناصب دانشگاهی
دٍ زایاس طی دوران تحصیلات عالی و حرفه اش در حقوق، استاد مهمان حقوق بین‌الملل و تاریخ جهان در تعدادی از موسسات بود، از جمله مطالعات بین‌المللی دوره عالی در (مؤسسه عالی ژنو)، دانشکده حقوق دانشگاه دیپال (شیکاگو)، دانشگاه بریتیش کلمبیا (ونکوور)، دانشکده دیپلماسی و روابط بین‌الملل ژنو، دانشگاه بین‌المللی شیلر (لایسین)، دانشکده حقوقی، آکادمی بین‌المللی حقوق (تونس)، دانشگاه تری، دانشکده حقوق سانتا کلارا (کالیفرنیا)، دانشگاه بریتیش کلمبیا (ونکوور) مرکز مطالعات کاربردی در مذاکرات بین‌المللی (CASIN) (ژنو)، انستیتو فلیکس ارماکورا (وین)، مؤسسه رائول والنبرگ (لوند، سوئد)، کالج دانشگاه گالوی (جزیره ایرلند)، دانشگاه القلعه، مادرید (اسپانیا)) و مؤسسه بین‌المللی حقوق بشردوستانه (سانرمو، ایتالیا). او عضو کمیته‌های دکترا در مؤسسه بین‌المللی دانشگاه‌های دانشگاه هاروارد، دانشگاه‌های آمستردام و آلکالا د هانارس و همچنین مدرسه دیپلماسی ژنو بوده‌است.